# Pere Mercader i Andreu
Pere Mercader i Andreu (l'Escala, 27 d'octubre del 1885 - Cassà de la Selva, 15 de juliol del 1969), també conegut pel pseudònim Joan Calders, va ser compositor de sardanes.

## Biografia
Rebé les primeres nocions de música del seu pare Rossend Mercader i posteriorment aprengué la tenora de la mà del gran Albert Martí, i el tible. L'any 1913, juntament amb el fiscornaire Pere Arpa i el tenora (i primer director) Ramon Serrat, va fundar la cobla-orquestra La Selvatana, i s'hi estigué fins a la Guerra civil. Després de passar per l'orquestra Hispania, entrà el 1942 a la cobla La Principal de Llagostera, fins a jubilar-s'hi vuit anys més tard.
Pere Mercader va ser un compositor de sardanes extraordinàriament prolífic, enquadrat plenament en l'estil de la sardana empordanesa. Entre el 1906 i el seu traspàs compongué unes 400 sardanes. Amb el pseudònim Joan Calders va fer una desena de composicions molt balladores, de les que destaquen La gota d'aigua i Albons. A banda, també instrumentà la coneguda sardana obligada de n'Enric Barnosell, Rialletes.
El Liceu de música de Cassà de la Selva porta el seu nom.
El seu fill Pere Mercader i Terrades va ser músic, compositor i professor de música.

## Obres

### Sardanes de Pere Mercader (selecció)
- L'aplec de Palamós (1956)
- L'avi Rosendo (1945)
- La bosquerola (1930), obligada de tible
- Cant a la Selva (1909), obligada de tible
- Colla Roure (1951)
- Conversa d'amor (1943), obligada de tenora i tible
- Conxita encisera (1947)
- La cotorra (1943), obligada de tible
- Dos passerells (1946), obligada de tenora i tible
- Els dos promesos (1930)
- Dos verdums, obligada de tenora i tible
- Dues faluguetes (1945), obligada de tenora i tible
- Ella i jo (1939), obligada de tenora i tible
- Escalenca (1953)
- L'escarabat d'or (1954), obligada de fiscorn
- L'esparver (1954), obligada de tible
- L'espigall (1947)
- Esquellots (1948)
- Estrella d'or (1936), obligada de tible
- La festa dels nostres pomells (1920)
- Floreig d'estiu (1957), obligada de fiscorn
- La gaita (1907)
- Galanteig (1928), obligada de tenora i tible
- Els gegants de Cassà (1959), per als que Mercader també feu el ball
- Il·lusió (1930), obligada de tible
- Joanic (1937)
- Mar de garbí (1952), obligada per a dos tibles
- Mar menuda (1942)
- Mar moguda (1952)
- Montnegre (1934), obligada de tible
- Murmulls (1928), obligada de tenora i tible
- Nit serena (1907)
- La Nurieta (1925), obligada de tenora
- La pagesa i el Montseny (1906)
- La perla (1941), obligada de tible
- Els picarols (1935), obligada de tenora i tible
- El Port d'en Perris (1920), dedicat a l'indret de l'Escala
- Presumida (1943)
- El rapsoda (1944)
- Records d'Horta (1954), obligada de tenora i tible
- Records de Sant Celoni (1952), obligada de tible
- El rossinyol canta (1934), obligada de tible
- La Selvatana
- Torrentó (1953), obligada de trompeta
- Vanitosa (1945), obligada de tible

Revesses: L'aplec de Sant Grau, Busca...busqueta, La d'avui i la d'ahir, L'enreda-troques, Incògnita (1947), Serà endevinada? (1948)

### Sardanes deJoan Calders
- Albons  (1947)
- Cançó de juny (1947)
- Flors de l'Empordà
- La gota d'aigua (1945)
- Imitació (1931)
- Marició (1946)
- Matinada fresca
- Montbui
- Mont-roig
- La platja de Lloret
- Vallvidrera